# Tőkepataka
Tőkepataka (románul: Valea Groșiilor) falu Romániában, Erdélyben, Kolozs megyében.

## Fekvése
Kackótól északnyugatra, a Szamos bal partján, Döbörcsény és Révkolostor közt fekvő település.

## Története
Tőkepataka nevét 1519-ben említette először oklevél Thewkes néven.
Nevének későbbi változatai: 1524-ben Thewkees, 1590-ben Teokpataka, 1595-ben Teokepatak, 1590-ben Teokpataka, 1595-ben Teokepatak, 1594−1596-ban Teökesfalva, Thekepataka (Kádár VII. 23), 1733-an Tökepataka, 1750-ben Valegrosilor, 1808-ban Tökepataka, Válye-Glosilor, 1861-ben Tőkepataka, Válje Glostor {!}, 1913-ban Tőkepataka.
Tőkéspataka' első ismert birtokosa a Bánffy család volt.: 1579-ben Thewkees birtokbeli részét Bánffy László eladta Podvinyai Pál deáknak.
1602-ben itteni birtokosa Kornis Boldizsár, majd 1617-ben a fejedelem a falut a Kornis családnak adta új adományként. A Kornisok birtokában volt még 1696-ban is.
1696-ban Tőkepataka török hódoltsági falu volt.
1786-ban gróf Teleki Ádám, 1820-ban pedig gróf Haller János volt.
1892–98 között Nyárádi Etelka Tóth Endréné és Nyárádi Margit, akik Nyárádi Elektől örökölték, ő pedig még idős Vajda János alparéti lakostól vette. A Nyárádiaktól pedig Tüzes Jenő szamosujvári lakos vette meg.
A trianoni békeszerződés előtt Szolnok-Doboka vármegye Nagyilondai járásához tartozott.
1910-ben 546 lakosából 7 német, 527 román volt. Ebből 527 görögkatolikus, 7 görögkeleti ortodox, 8 izraelita volt.

## Nevezetességek
- Régi fatemploma 1680-ban, a jelenlegi temploma 1890-ben épült. Anyakönyvet 1826 óta vezetnek.

## Források

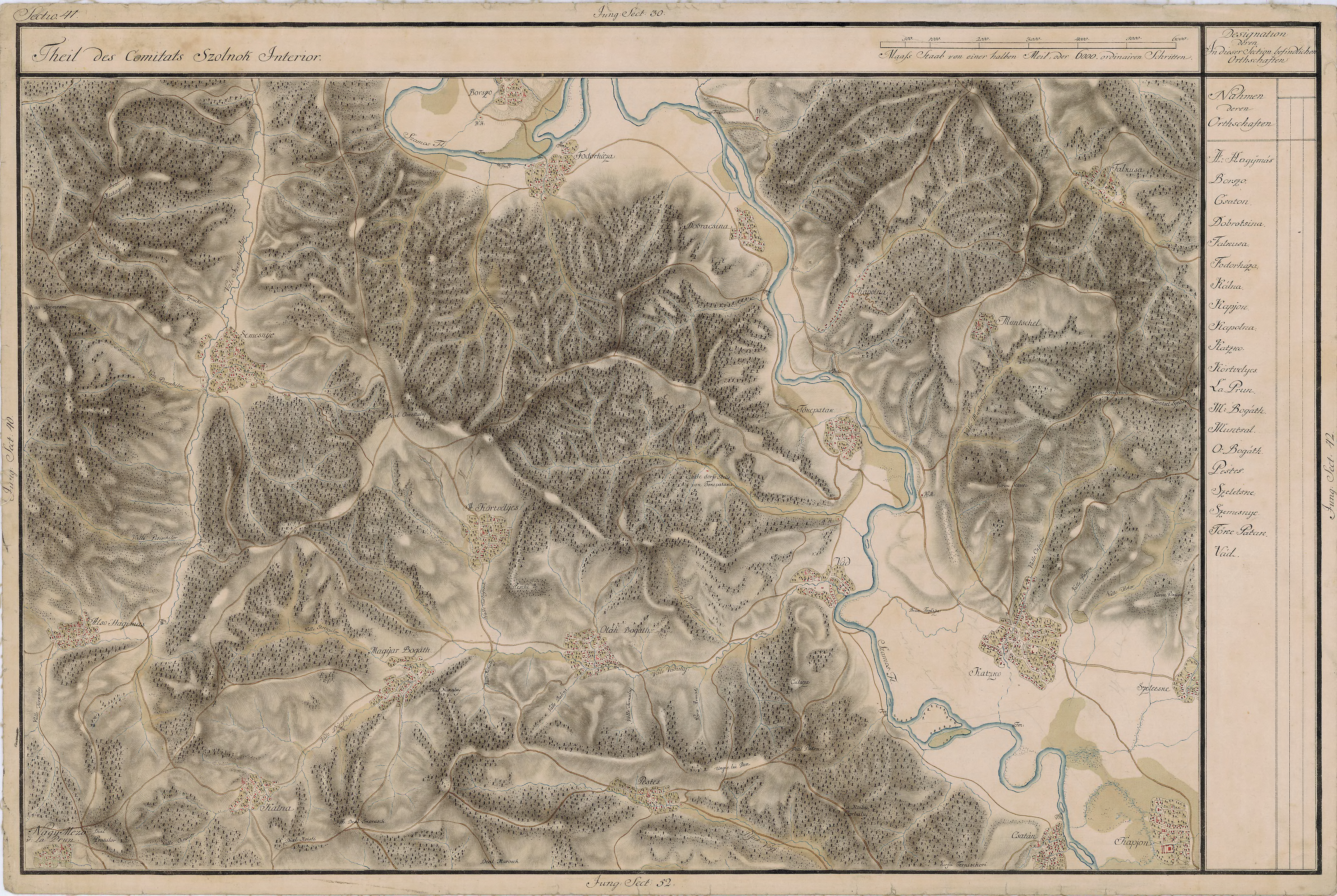
Tőkepataka egy régi térképen